# García Íñiguez
García Íñiguez (baskiska Gartzia Eneko, arabiska شكنشي, Garsiya ibn Wannaqo al Baškuniši), född cirka 805, död 870, var kung över Pamplona. Han var son till Íñigo Arista, dynastins förste monark.
García Íñiguez utbildades i Emiratet Córdoba. År 843 ledde han tillsammans med Musa ibn Musa ett uppror mot emiratet, vilket slogs ned av emir Abd ar-Rahman II.
År 859 tillgångatogs García Íñiguez av vikingar som anföll Pamplona. Han släpptes senare mot en stor lösensumma.
Han var Pamplonas regent fram till sin död år 870, då han efterträddes av sin son Fortún Garcés.